# Mary Reibey

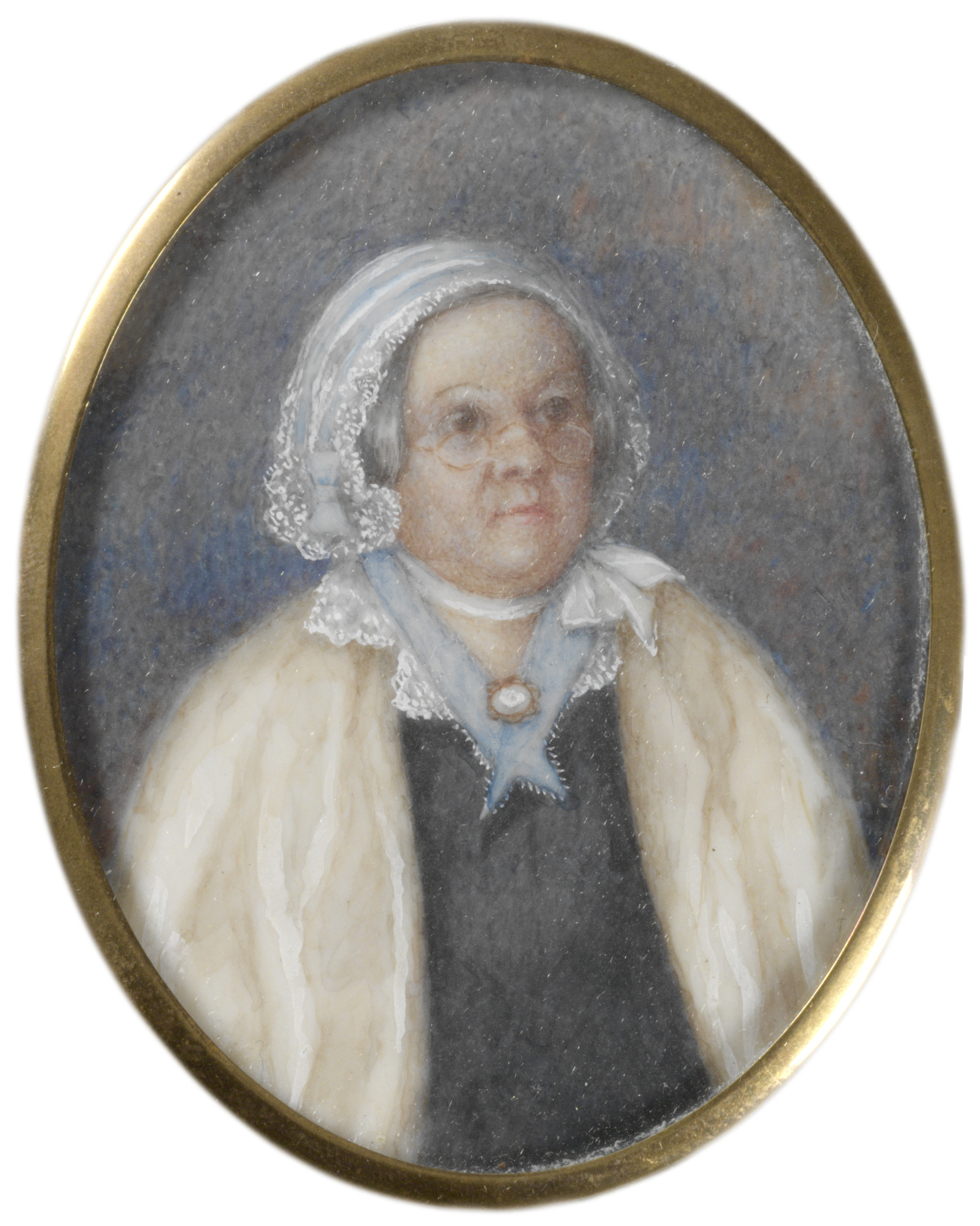
Mary Reibey, Aquarell auf Elfenbeinminiatur (ca. 1835)

Mary Reibey (* 12. Mai 1777 in Bury, Lancashire; † 30. Mai 1855 in Newton, New South Wales) war eine australische Unternehmerin.

## Leben
Mary Reibey wurde getauft als Molly Haydock.
Nach dem Tod der Eltern wurde sie von ihrer Großmutter aufgezogen und in den Dienst geschickt, schlug sich bald durch Diebstähle durch, und, um bessere Chancen zu haben, verkleidete sie sich als Junge und nannte sich James Burrow. Sie wurde als Jugendliche zu 7 Jahren Haft in Australien verurteilt, weil sie ein Pferd gestohlen hatte, und kam 1791 per Schiff nach Sydney.
1794, im Alter von 17 Jahren, heiratete sie Thomas Reibey, mit dem sie 9 Kinder hatte. Ihr Ehemann begann als Händler Karriere zu machen. Seine Firma expandierte schnell und entwickelte sich zu einem erfolgreichen Unternehmen. Als ihr Mann 1811 als reicher Mann starb, führte sie das Unternehmen und den Haushalt alleine fort. 1828 begann sie, sich mehr und mehr aus dem Geschäft zurückzuziehen.
Reibey baute um 1836 ein Cottage in einem Vorort von Hunters Hill in New South Wales, wo sie einige Zeit lebte. Das Cottage am Ufer des Lane Cove River wurde später von den Brüdern Joubert erworben, die es vergrößerten. Es ist heute als Fig Tree House bekannt und war im ehemaligen Register of the National Estate aufgeführt. Sie hatte im hohen Alter den Ruf, eine erfolgreiche und zielstrebige Geschäftsfrau zu sein. Ihr Enkel Thomas Reibey (1821–1912) war von 1876 bis 1877 Premierminister von Tasmanien.

## Ehrungen
Mary Reibey wurde als erfolgreiche und bekannte weibliche Person Australiens auf dem australischen 20-Dollar-Schein abgebildet.
Postum wurde sie 2001 in die Victorian Honour Roll of Women eingetragen.